# 대한민국청소년영화제
대한민국청소년영화제는 전국청소년들이 제작한 영상작품을 소개하여 청소년 문화의 공감대를 형성하는 영상축제다.영화제의 성격은 청소년들을 위한 경쟁 영화제이며 극영화, 애니메이션, 다큐멘터리 등의 장르를 아우르며, 자유 주제로 상영시간 제한 없이 공모하고 시상한다.

## 전국청소년이 뽑은 인기영화인 시상식 수상자
대한민국청소년영화제 부대행사로 매년 개최하고 있는 전국청소년이 뽑은 인기영화인은 여자배우, 남자배우, 원로배우 남여, 영화감독, 신인배우 남여, 아역배우 남여 등 9개 부문으로 나눠 선정한다.

### 3회(2003년)
- 감독 : 이창동
- 남자배우 : 설경구
- 여자배우 : 전지현
- 신인배우 : 문소리
- 원로배우 : 신구

### 5회(2005년)
- 감독 : 김기덕
- 남자배우 : 최민식
- 여자배우 : 문근영
- 신인배우 : 강혜정
- 원로배우 : 안성기

### 6회(2006년)
- 감독 : 김기덕
- 남자배우 : 정우성
- 여자배우 : 문근영
- 신인배우 : 이준기
- 원로배우 : 안성기

### 7회(2007년)
- 감독 : 강제규 - 《태극기 휘날리며》
- 남자배우 : 정우성
- 여자배우 : 문근영
- 신인배우 : 고은아 - 《사랑방 선수와 어머니》
- 원로배우 : 신성일

### 9회(2009년)
- 감독 : 김용화 - 《국가대표》
- 남자배우 : 김명민 - 《내 사랑 내 곁에》
- 여자배우 : 하지원 - 《내 사랑 내 곁에》
- 신인배우 : 이민호
- 원로배우 : 이순재

### 10회(2010년)
보관됨 2016-12-02 - 웨이백 머신
- 감독 : 봉준호
- 남자배우 : 원빈
- 여자배우 : 전도연
- 신인배우 : 이민정
- 원로배우 : 이순재

### 11회(2011년)
- 감독 : 박찬욱
- 남자배우 : 원빈 - 《아저씨》
- 여자배우 : 이민정 - 《시라노; 연애조작단》
- 신인배우 : 강소라 - 《써니》
- 원로배우 : 이순재 - 《로맨틱 헤븐》
- 아역배우 : 왕석현 - 《마음이 2》

### 12회(2012년)
보관됨 2017-01-13 - 웨이백 머신

- 감독 : 김기덕 - 《피에타》
- 남자배우 : 김윤석 - 《도둑들》
- 여자배우 : 하지원 - 《코리아》
- 신인배우 : 김수현 - 《도둑들》
- 원로배우 : 안성기
- 아역배우 : 김새론

### 13회(2013년)
- 감독 : 봉준호 - 《설국열차》
- 남자배우 : 하정우, 장혁 - 《더 테러 라이브》, 《아이리스 2: 더 무비》
- 여자배우 : 한효주 - 《감시자들》
- 신인배우 : 조정석 - 《관상》
- 원로배우 : 박근형, 신구
- 아역배우 : 김소현

### 14회(2014년)
- 감독 : 윤종빈 - 《군도: 민란의 시대》
- 남자배우 : 조정석 - 《나의 사랑 나의 신부》
- 여자배우 : 김민희 - 《우는 남자》
- 신인배우 : 여진구 - 《화이: 괴물을 삼킨 아이》
- 원로배우 : 나문희 - 《수상한 그녀》
- 아역배우 : 김새론 - 《도희야》

### 15회(2015년)
- 감독 : 류승완 - 《베테랑》
- 남자배우 : 유아인 - 《베테랑》, 《사도》
- 여자배우 : 박보영 - 《경성학교: 사라진 소녀들》
- 신인배우 : 강하늘, 변요한 - 《쎄시봉》《순수의 시대》《스물》, 《소셜포비아》《마돈나》
- 원로배우 : 김혜자 - 《개를 훔치는 완벽한 방법》
- 아역배우 : 진지희 - 《사도》

### 16회(2016년)
- 감독 : 류승완
- 남자배우 : 유아인 - 《좋아해줘》
- 여자배우 : 전지현 - 《암살》
- 신인배우 남자 : 이동휘
- 신인배우 여자 : 김고은 - 《계춘할망》, 《성난 변호사》
- 원로배우 : 백윤식, 김혜자 - 《내부자들》《덕혜옹주》, 《순애》
- 아역배우 남자 : 정윤석
- 아역배우 여자 : 김환희 - 《곡성》

### 17회(2017년)
- 감독 : 장훈 - 《택시운전사》
- 남자배우 : 이제훈 - 《박열》
- 여자배우 : 정유미 - 《더 테이블》
- 신인배우 남자 : 엄태구 - 《밀정》, 《택시운전사》
- 신인배우 여자 : 김태리 - 《아가씨》
- 중견배우 : 송강호 - 《택시운전사》
- 원로배우 : 윤여정 - 《죽여주는 여자》
- 아역배우 남자 : 김현빈 - 《아수라》
- 아역배우 여자 : 안서현 - 《옥자》

### 18회(2018년)
- 감독 : 김용화 - 《신과함께: 죄와 벌》, 《신과함께: 인과 연》
- 남자배우 : 차태현 - 《신과함께: 죄와 벌》
- 여자배우 : 김태리 - 《리틀 포레스트》
- 신인배우 남자 : 류준열 - 《리틀 포레스트》,  《독전》
- 신인배우 여자 : 김다미 - 《마녀》
- 원로배우 : 이순재, 나문희 - 《덕구》, 《아이 캔 스피크》
- 아역배우 남자 : 정지훈 - 《덕구》
- 아역배우 여자 : 김향기 - 《신과함께: 죄와 벌》, 《신과함께: 인과 연》

### 19회(2019년)
- 감독 : 봉준호 - 《기생충》
- 남자배우 : 류준열 - 《봉오동 전투》, 《돈》
- 여자배우 : 김향기 - 《영주》, 《증인》, 《신과함께: 인과 연》
- 신인배우 남자 : 공명 - 《극한직업》, 《기방도령》
- 신인배우 여자 : 김다미 - 《마녀》
- 원로배우 남자 : 이순재 - 《로망》,《완벽한 타인》
- 원로배우 여자 : 나문희 - 《레슬러》, 《감쪽같은 그녀》
- 아역배우 남자 : 정현준 - 《기생충》, 《특송》
- 아역배우 여자 : 김시아  - 《미쓰백》, 《우리집》